# Sex Appeal (singolo)
Sex Appeal è un singolo del rapper italiano MV Killa e del produttore Yung Snapp, pubblicato il 7 luglio 2020 come primo estratto dall'album Hours.

## Tracce
1. Sex Appeal – 3:21

## Video musicale
Il videoclip è stato pubblicato il 15 luglio 2020 sul canale YouTube di MV Killa.